# S. Darius és S. Girėnas repülőtér

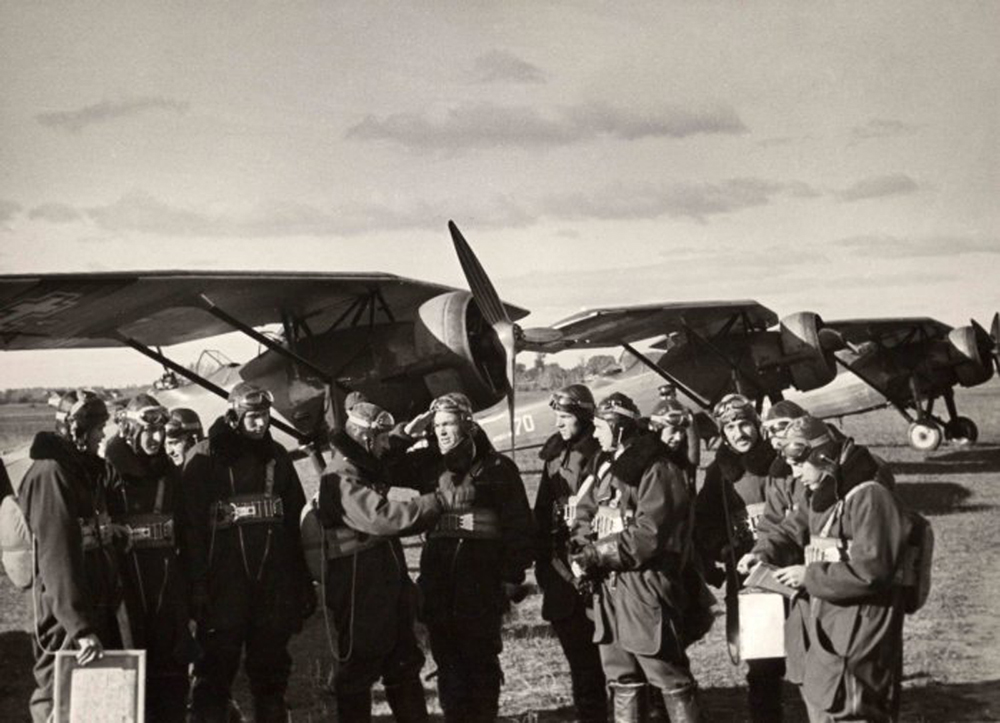
Litván ANBO–41 felderítő repülőgépek a repülőtéren 1938-ban

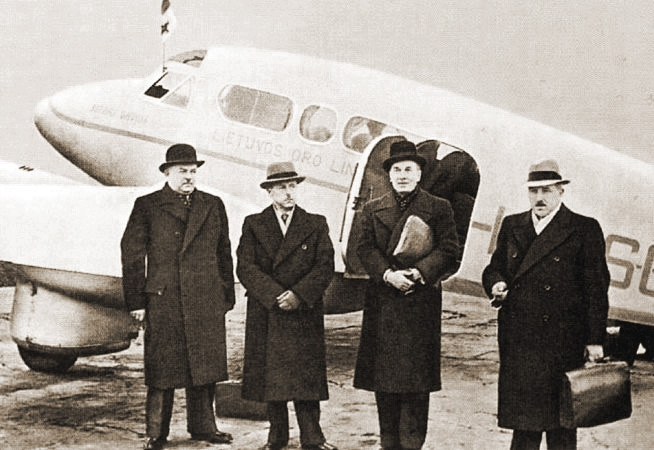
Litván kormányküldöttség az Aleksotasi repülőtéren a Litván Légitársaság Percival Q.6 Petrel repülőgépe előtt 1939-ben

Az S. Dariaus és S. Girėnas repülőtér (litvánul: S. Dariaus ir S. Girėno aerodromas), korábbi nevén Aleksotasi repülőtér (Aleksoto aerodromas) Litvánia legrégebbi működő repülőtere, amelyet 1915-ben nyitottak meg. ICAO-kódja EYKS. Kaunas Aleksotas városrészében, a városközponttól kb. másfél km-re, a Nemunas folyótól délre található. A repülőtér Kaunas város tulajdonában van. Egy 1130 m hosszú és 50 m széles kifutópályával rendelkezik. A kifutópálya kis mérete miatt csak kisebb repülőgépek fogadására alkalmas. A repülőteret 1993-ban nevezték el két litván pilótáról, Steponas Dariusról és Stasys Girėnasról, akik 1933-ban a New York–Kaunas repülés során zuhantak le az akkori Németország területén. A repülőtér korábbi utastermináljában található a Litván Repülési Múzeum, és ezt a repülőteret használja a Kaunasi Repülőklub is.

## Története

### A kezdetek
A repülőteret a német hadsereg hozta létre 1915-ben, az első világháború idején, miután elfoglalta a Kaunasi erődöt. A repülőtér azóta használatban van, ezzel ez Litvánia legrégebbi működő repülőtere. Az első világháború után, 1919-től a születő Litván Légierő központi repülőtere volt. 1919. február végén itt kezdte meg működését az első litván repülő alakulat nyolc darab, Németországból beszerzett LVG C.VI repülőgéppel. 1919. március 1-jén itt erről a repülőtérről emelkedett először a levegőbe katonai repülőgép litván felségjellel. A repülőtéren egy javítóműhelyt is nyitottak. Miután 1922-ben Kaunas lett Litvánia fővárosa, az Aleksotasi repülőtér lett a Litván Légierő fő bázisa.

### A két világháború közötti időszak
A katonai repülés mellett a repülőtér már az 1920-as évek elejétől helyet biztosított a polgári repülés számára is. 1921. július 26-án nyitották meg a Kaunas–Königsberg repülőjáratot. A vonalat a Lloyd Luftdienst danzigi részlegének a gépei repülték. A járatot később kiterjesztették a Königsberg–Danzig–Berlin szakaszra, míg másik irányba a Kaunas–Riga szakasszal. A Kaunas–Berlin vonalon naponta közlekedtek a repülőpépek, míg a Kaunas és Riga között csak keddenként, csütörtökönként és vasárnaponként. 1921. június 29.én tartották az első légi bemutatót az Aleksotasi repülőtéren.
1923 márciusában a lett Latvijas Gaismas Satiksme AS légitársaság indított járatokat a Königsberg–Kaunas–Riga–Tallinn–Helsinki vonalon. A járatok üzemeltetése azonban gazdaságtalan volt, azért 1924-ben felfüggesztették a repülést. Majd 1925-ban újranyitották a légi járatot, de csak pár hétig üzemelt, és végül a légitársaság is beszüntette a tevékenységét.
Az 1921-ben alapított német–szovjet közös légitársaság, a Deruluft 1922 májusában indított Königsberg–Szmolenszk–Moszkva járata érintette Kaunast is, majd később az útvonalat Berlinig kiterjesztették. 1935-től a Königsberg–Riga–Tallinn járat is érintette Kaunast. Majd 1938-tól az Aeroflot és a Lufthansa Berlin–Moszkva járata is érintette Kaunast. 1938-tól a lengyel LOT kezdett el repülni a Varsó–Vilnius–Kaunas–Riga–Tallinn–Helsinki útvonalon.
A repülőgépek sebességének növekedésével a repülőtér mérete kicsinek bizonyult. Azért 1926-ban 70 ha földterületet vásároltak, és elkezdték a repülőtér területének növelését. A forgalom növekedése miatt 1927–1928-ban két darab 50×20 m alapterületű vasbeton hangárt építettek. 1930-ban a Litván Repülőklub épített hangárt a repülőtéren. Majd később elbontották a még az első világháború idején a léghajóknak épített hangárt és helyére 1932-ben egy 90×20 m alapterületű hangárt építettek.
1928-ban az Alkesotasi repülőtér volt a helyszíne az első litvániai ejtőernyős ugrásnak, amelyet Vladas Morkus hajtott végre.
Az 1920-as, 1930-as években az Aleksotasi repülőtér a litván repülőgépgyártásnak is fontos központja volt. A repülőtéren található műhelyekben építették meg és a repülőtéren repülték be, illetve tesztelték Jurgis Dobkevičius és Antanas Gustaitis által tervezett repülőgépeket.
Az 1930-as években a repülőteret átszervezték. A katonai repüléssel kapcsolatos létesítményeket a repülőtér déli részére telepítették, míg a polgári forgalom objektumai a repülőtér északi oldalán kaptak helyet. A repülőtér közelében elhelyezkedő magas akadályok ebben az időben kaptak jelzőfényeket
1938 szeptemberében alapították meg a Litván Légitársaságot (Lietuvos oro linijos). A cég számára a litván közlekedési és postaügyi minisztérium két brit gyártmányú Percival Q.6 Petrel hatszemélyes utasszállító repülőgépet vásárolt (LY-SOA és LY-SOB lajstromjellel). Ezekkel a repülőgépekkel kezdetben Kaunas és a tengerparti Palanga között közlekedtek. Később, 1939–1940-ben pedig Rigába is repültek, az utasok mellett légipostát is szállítottak.

### Második világháború
Litvánia szovjet megszállása során a repülőteret 1940. június 16-án foglalták el a szovjet csapatok. Ezután a litván katonai repülőgépek repülését betiltották, a litván pilótákat letartóztatták. A repülőteret ezt követően a Vörös Légierő használta. A nemzetközi járatokat leállították, csak a moszkvai járatot indították újra később, miután Litvániát formálisan betagolták a szovjet állami struktúrákba.
1941. június 22-én, a Szovjetunió elleni német támadás kezdetén a Luftwaffe intézett támadást az Aleksotasi repülőtér ellen. Az ott állomásozó szovjet repülőgépek többségét már a földön elpusztították. A repülőtéren állomásozó szovjet ezred a súlyos veszteségek miatt teljesen elveszítette harcképességét és július 14-én teljesen kivonták. 1941–1944 között a Luftwaffe használta a repülőteret. A területét tovább bővítették déli irányba. 1942-ben 800 m-es betonozott kifutópályát és betonozott gurulóutakat építettek. A repülőtér déli részén nyolc hangárt építettek fel repülőgépek javításához. Az építkezésekhez a kaunasi gettóból kivezényelt zsidók munkáját is igénybe vették.
1944 nyarán a visszavonuló német csapatok felrobbantották a kifutópályát, a gurulóutakat és felgyújtották a hangárokat. A Szovjet Hadsereg 1944. augusztus 1-jén foglalta el Kaunast és a repülőteret.

### Szovjet időszak
A szovjet időszakban a repülőtér megtartotta kettős, katonai és polgári jellegét. A repülőtéren a szovjet csapatok 1993. augusztusi kivonásáig helikopteres egységek állomásoztak Mi–2, Mi–6 és Mi–8 helikopterekkel felszerelve.
Az 1950-es években a repülőtér kifutópályáját kibővítették 1330 m-es hosszúságúra, az 1970-es években pedig modern utasterminált és korszerű navigációs berendezéseket telepítettek.
Az 1950-es évektől több belföldi járatot indítottak a Szovjetunió egyes városaiba. A polgári légi forgalom fejlődését azonban jelentősen behatárolta a repülőtér elégtelen mérete és rövid kifutópályája. Emiatt a repülőteret csak kisebb méretű gépek használhatták (pl. Il–14), a sugárhajtású repülőgépek közül csak a Jak–40 fogadására volt alkalmas. Egyúttal a rövid kifutópálya miatt Európa egyik legveszélyesebb polgári repülőtereként volt ismert.
Miután a repülőtér bővítésére és fejlesztésére a földrajzi kötöttségek miatt már nem volt lehetőség, az 1980-as években Kaunasban új repülőtér építését határozták el. 1988-ben nyitották meg a Kaunas központjától 14 km-re északkeletre fekvő új repülőteret, a Kaunasi nemzetközi repülőteret. Ezzel egyidőben az Aleksotasi repülőtéren megszűnt a polgári légi forgalom, a repülőteret csak a Szovjet Légierő használta.
1990. február 19-én a repülőtér polgári részén lévő épületeket, beleértve az utasterminált is, megkapta a Litván Repülési Múzeum.
Az 1991 szeptemberében függetlenné vált Litvániát 1993-ban hagyták el az orosz csapatok. A repülőtér teljes területe ekkor került vissza litván fennhatóság alá.

## A repülőtér napjainkban

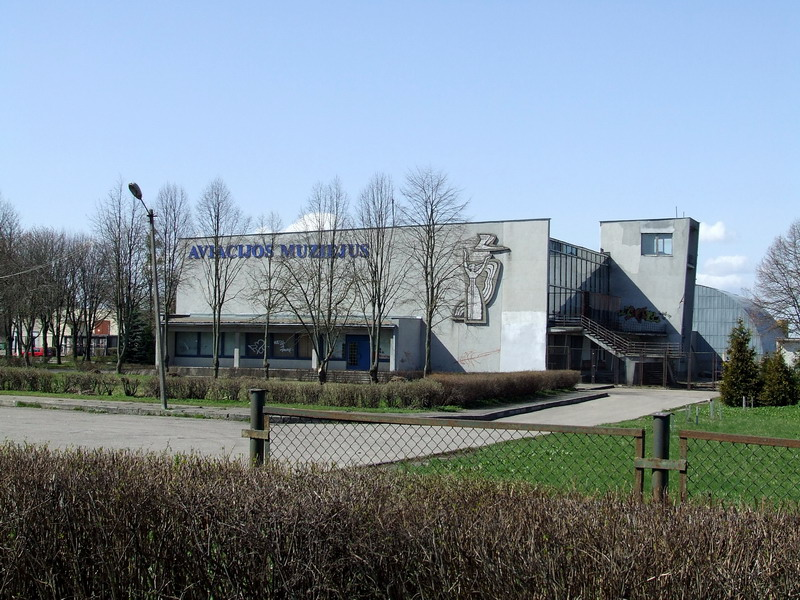
A Litván Repülési Múzeumnak helyet adó egykori utasterminál

A repülőteret 1993. május 6-án  Steponas Darius és Stasys Girėnas pliótákról nevezték el, akik 1933-ban New Yorkból leszállás nélkül akartak Kaunasba repülni, de a cél előtt a Lithuanica nevű,  Bellanca CH–300 Pacemaker  típusú repülőgépükkel 650 km-re a célállomás, az Aleksotai repülőtér előtt, az akkori Németországban (a mai Lengyelországban) található Kuhdamm falunál (lengyelül Pszczelnik) ismeretlen okból lezuhantak. A repülőtéren a Lithuanica repülőgép repüléséről minden év júliusában megemlékeznek.
A szovjet csapatok 1993. augusztus 31-én távoztak a repülőtérről, amely utána ismét  polgári repülőtér lett. A repülőteret sportrepülő klubok és egyéb magángépek használják.
A repülőteret 1995. július 10-én a litván kulturális örökség részének nyilvánították. 2000. november 17-én felavatták a repülőtéren a litván katonai repülők emlékművét.
A 2000-es években felmerült az az ötlet, hogy a repülőtér helyén sportkomplexumokat és egy szórakoztató központot építsenek fel. Ezt az ötletet azonban elvetették és a repülőtér kulturális örökség státuszát megerősítették.
2004-ben ezen a repülőtéren rendezték a műrepülő Európa-bajnokságot.
2016. május 26-án a repülőtéren megnyitották a Litván Légierő kutató-mentő szolgálatának második bázisát. Ez a repülőtér a bázisa a Kaunasi Repülőklubnak is.
2017-ben felújították a repülőtér kifutópályáját.